# William Patrick Hitler
William Patrick Hitler, llamado posteriormente William Patrick Stuart-Houston (Liverpool, Reino Unido; 12 de marzo de 1911-Patchogue, Estados Unidos; 14 de julio de 1987), apodado "Willy", fue sobrino de Adolf Hitler. Hijo de Alois Hitler Jr. (medio hermano del líder nazi) y de su primera esposa, Bridget Dowling, William partió a Alemania, lugar de donde escapó para finalmente ir a los Estados Unidos, donde adoptó una postura contraria a su tío en la Segunda Guerra Mundial.

## Primeros años
William Patrick Hitler nació en Liverpool, hijo de Alois Hitler (medio hermano de Adolf Hitler) y su primera esposa, de origen irlandés, Bridget Dowling. Se conocieron en Dublín, cuando Alois vivía allí en 1909 y se fugaron a Liverpool, lugar donde nació William en 1911. El sobrino de Hitler es recordado por sus antiguos vecinos mayores y en el folklore de Liverpool, por varios sobrenombres como «Billy» o «Paddy» Hitler. La familia vivió en un apartamento en la calle Upper Stanhope número 102, el cual fue destruido en el último asalto aéreo alemán del bombardeo de Liverpool el 10 de enero de 1942. Se mantuvo como un sitio bombardeado varios años, pero ahora ha sido reconstruido y ajardinado. Dowling escribió un manuscrito titulado Mi cuñado Adolf, en el cual afirma que Adolf Hitler se mudó a Liverpool con ella y Alois entre noviembre de 1912 y abril de 1913, sin embargo este documento es desestimado por la mayoría de historiadores.
Alois regresó a Alemania en 1914 pero, como se había vuelto una persona violenta, Bridget decidió no seguirlo. Incapaz de restablecer contacto debido al estallido de la Primera Guerra Mundial, Alois abandonó a su familia, dejando a William al cuidado de su madre. Se volvió a casar en bigamia, pero restableció el contacto a mediados de los años 1920 cuando le escribió a Bridget pidiéndole que mandara a William de visita a Alemania, en plena República de Weimar. Finalmente acordó hacerlo en 1929, cuando William ya tenía 18 años de edad. Alois tuvo otro hijo (Heinz Hitler) con su esposa alemana, quien, en contraste con su medio hermano, se volvió un nacionalsocialista comprometido y murió en cautiverio soviético durante la Segunda Guerra Mundial.

## En la Alemania nazi
William Patrick Hitler regresó a la Alemania nazi en 1933, en un intento de beneficiarse de la ascensión al poder de su tío. Éste le consiguió trabajo en un banco y en la fábrica de automóviles Opel después, para seguir posteriormente como vendedor de automóviles. Insatisfecho, William persistió en pedirle a su tío un mejor trabajo, y existieron rumores de que posiblemente chantajeó al líder nazi con la venta de historias vergonzosas sobre la familia Hitler a la prensa si no recibía un mejor trabajo (entre los rumores podría haber estado la bigamia de su padre). En 1938 Hitler le pidió a William que renunciara a su ciudadanía británica a cambio de un trabajo de alto rango. William sospechó que se trataba de una trampa y decidió huir del país. Después intentó extorsionar a Hitler con amenazas de decirle a la prensa que el presunto abuelo paterno de Hitler era en realidad un mercader judío emigrado a Austria. Al regresar a Londres escribió un artículo para la revista Look titulado "¿Por qué odio a mi tío?".

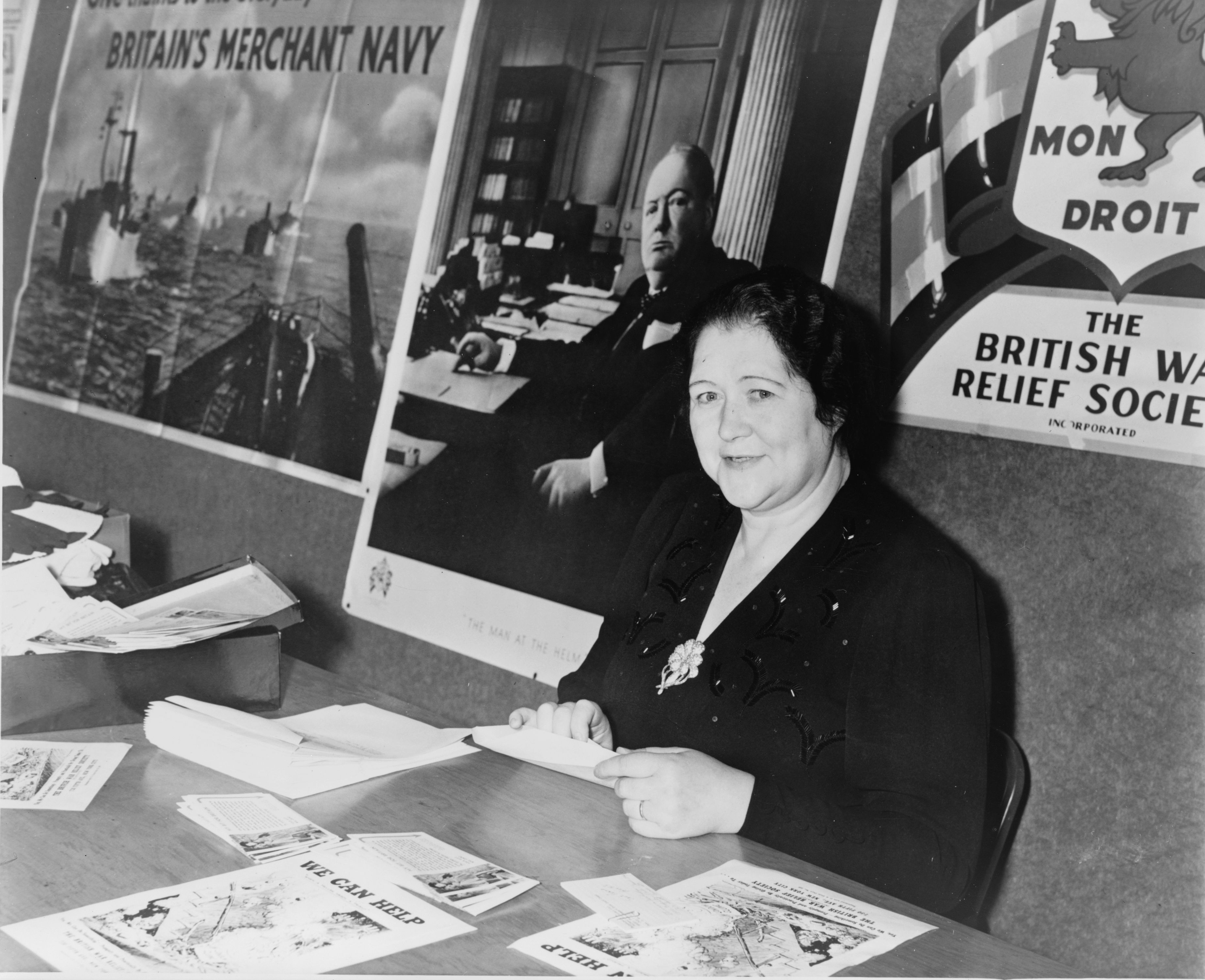
Bridget Dowling, madre de William Patrick Hitler.

En 1939, William y su madre fueron de gira de conferencias a los Estados Unidos, invitados por el magnate William Randolph Hearst, y se quedaron «atrapados» cuándo estalló la Segunda Guerra Mundial. Después de realizar una petición especial al presidente Franklin Roosevelt, se permitió a William unirse a la Armada de los Estados Unidos en 1944. Según una historia publicada en un periódico en la época de su reclutamiento, cuando fue con el oficial del servicio militar y se presentó, el oficial de reclutamiento contestó, en tono claramente jocoso: «Encantado de verle, señor Hitler, mi nombre es Hess».

## Vida posterior
William Patrick Hitler sirvió en la Armada de los Estados Unidos como oficial farmacéutico antes de ser dado de baja en 1947 tras ser herido durante el curso de la guerra. Después de dejar la marina, cambió su apellido a Stuart-Houston, se casó y mudó a Patchogue, en Long Island, donde él y su esposa tuvieron cuatro hijos. Haciendo uso de su formación médica, fundó una empresa de análisis sanguíneo para hospitales.
Se casó con Phyllis Jean-Jacques, mujer nacida en Alemania en 1923 o 1925, cuya hermana había mantenido contacto con William vía correo. Después del inicio de su relación, William, Phyllis y Bridget trataron de mantener el anonimato en los Estados Unidos. William y Phyllis se casaron en 1947 y tuvieron a su primer hijo, Alexander Adolf, en 1949. Más tarde tendrían tres hijos más, llamados Louis (1951), Howard Ronald (1957) y Brian William (1965).
William murió el 14 de julio de 1987 en Patchogue, Nueva York, US y fue enterrado junto a su madre, Bridget, en el cementerio neoyorquino del Santo Sepulcro en Coram. Phyllis murió el 2 de noviembre de 2004.
Howard Ronald Stuart-Houston, un agente especial de la División de Investigación Criminal del IRS estadounidense, murió en un accidente automovilístico el 14 de septiembre de 1989, sin haber tenido hijo alguno. Howard Ronald fue enterrado en el Cementerio del Santo Sepulcro en Coram, Nueva York. Se ha dicho que estos tres han jurado no tener hijos, y ninguno de ellos se ha casado. Sin embargo, Alexander, ahora un trabajador social, ha dicho que no está enterado de tal pacto y que si acaso se ha hecho, fue hecho entre los otros dos hermanos sin involucrarlo.

## En los medios
Su historia ha sido publicada en documentales así como en obras de ficción. La novela de Beryl Bainbridge, publicada en 1978, «El Joven Adolf» (en inglés: Young Adolf) representa la supuesta visita de 1912 a 1913 por parte de Adolf Hitler a sus parientes en Liverpool (incluyendo a un William infante) a la edad de 23 años. En la novela se encuentra un inadaptado humor negro y carácter corriente en Hitler. En la historieta publicada por Grant Morrison y Steve Yeowell en 1989, «Las Nuevas Aventuras de Hitler» también se basa en la supuesta visita de Hitler a Liverpool; despertó controversia al inicio de los años 1990 y no se ha vuelto a imprimir desde entonces. En octubre de 2005, The History Channel transmitió un documental de una hora titulado «La Familia de Hitler», en el que William Patrick Hitler es reseñado junto a otros parientes de Adolf Hitler. También aparece ampliamente mencionado en la serie documental de NatGeo «Secretos del Reich», específicamente en el capítulo 6, "La Familia de Hitler".
En abril del 2006, Little Willy (en español, El pequeño Willy), una obra de teatro de Mark Kassen en la que se examina la vida de William Patrick Hitler, se estrenó en el Ohio Theater de Nueva York, antes de desplazarse al extremo oeste de Londres.